# Понте а Попи (Арецо)
Понте а Попи је насеље у Италији у округу Арецо, региону Тоскана.
Према процени из 2011. у насељу је живело 2570 становника. Насеље се налази на надморској висини од 346 м.